# Zenon-José Luis Paz
Zenon-José Luis Paz (ur. 1 marca 1941 w Fuente del Arco, zm. 24 września 2018 w Llerenie) – hiszpański polityk i samorządowiec, senator, od 1986 do 1987 poseł do Parlamentu Europejskiego.

## Życiorys
Urodził się w Fuente del Arco, jednak po kilku miesiącach z rodziną przeniósł się do Llereny. Zaangażował się w działalność polityczną w ramach Hiszpańskiej Socjalistycznej Partii Robotniczej. Od 1974 do 1979 zasiadał w radzie miejskiej Llereny, a od 1979 do 1983 – w parlamencie prowincji Badajoz. W latach 1982–1986 był członkiem Senatu II kadencji z okręgu Badajoz. Od 1 stycznia 1986 do 5 lipca 1987 wykonywał mandat posła do Parlamentu Europejskiego w ramach delegacji krajowej. Przystąpił do Grupy Socjalistów, należał do Komisji Budżetowej. W latach 1987–1995 był alkadem Llereny.